# Justin Berfield
Justin Tyler Berfield est un acteur et producteur américain né le 25 février 1986 à Agoura Hills en Californie. Cofondateur de Virgin Produced (en), il est principalement connu en tant qu'acteur pour avoir joué Reese, le frère de Malcolm, dans la série du même nom.

## Biographie
Justin Berfield est le deuxième fils de Richard Berfield et de Gail Stark. Il a un frère aîné, Lorne Berfield, qui a fait quelques apparitions en tant que figurant ; devenu depuis médecin.
Justin commence à jouer à l’âge de cinq ans, dans une publicité pour café Folgers, puis il apparaît dans 20 autres publicités américaines diffusées à l'échelle nationale, on lui attribue alors le surnom de The Commercial Kid (l’enfant de la pub).
Il fait ses débuts à la télévision en 1994 dans The Good Life (en) dans laquelle il a co-vedette avec Drew Carey.
En 1995, il commence à jouer le personnage de Ross Malloy, dans le sitcom Unhappily Ever After, pendant cinq saisons et 100 épisodes.
Depuis l’âge de 14 ans, c’est-à-dire depuis 2000, il est connu pour le rôle de Reese, le deuxième fils de la famille dans la série Malcolm in the Middle, diffusée sur la Fox. Ce personnage totalement déjanté représente l'imbécile de la famille, en comparaison à son frère Malcolm qui est surdoué. Justin Berfield a deux mois d'écart avec Frankie Muniz, qui joue le rôle de Malcolm, mais comme il est relativement plus grand que lui, il a obtenu le rôle de l'un de ses frères aînés. Il est apparu dans les 151 épisodes de cette série, et avec l'enregistrement du 100e épisode, il est devenu le plus jeune acteur de l'histoire de l'écran à être apparu dans 100 épisodes de deux séries télévisées différentes. Depuis la fin de la série Malcolm en 2006, Berfield s'est concentré sur le travail de production, bien qu'il ait fait une apparition unique dans la série Sons of Tucson en 2010.
En 2005, via leur société de production J2TV, Justin Berfield et son associé Jason Felts sont les producteurs de l'émission américaine Filthy rich : Cattle Drive, une nouvelle émission de télé réalité en huit épisodes, dans la lignée de The Simple Life et des frasques de célébrités dans la vie à la dure. Dans Gosses de riches : la vie au Far West – titre français –, dix enfants de célébrités se confrontent aux conditions de vie du Grand Ouest américain. L'émission est diffusée toutes les semaines.
En 2005, il coproduit le film Romance and Cigarettes, dans lequel apparaît l'actrice Kate Winslet.
Justin Berfield est depuis 2010 directeur général de Virgin Produced (en) dont il est aussi le cofondateur.

### Œuvres caritatives
Entre 2002 et 2004, il devient ambassadeur national pour Ronald McDonald House Charities (en) qui soutient les enfants malades, et fait un don à cette association d'un chèque de 100 000 $.

## Vie personnelle
Berfield est né à Agoura Hills, en Californie, de Gail Berfield (née Stark) et Eric « Rick » Berfield. Il est le frère cadet de l'acteur Lorne Berfield. Il a acheté puis revendu plus tard la maison précédemment détenue par les jeunes mariés: Nick et Jessica stars Jessica Simpson et Nick Lachey.[réf. nécessaire]
Justin est le père d’une petite fille née le 12 avril 2020 ainsi qu'un garçon né en 2024.

## Filmographie

### Télévision
| Année     | Titre                            | Rôle           | Notes                        |
| --------- | -------------------------------- | -------------- | ---------------------------- |
| 1994      | The Good Life (en)               | Bob Bowman     | 13 épisodes                  |
| 1994      | Hardball                         | Kid            | 2 épisodes                   |
| 1994      | The Boys Are Back                | Timmy Flint    | 1 épisode                    |
| 1994–1995 | The Mommies                      | Jason Booker   | 4 épisodes                   |
| 1996      | Duckman: Private Dick/Family Man |                | 1 épisode                    |
| 1995–1999 | Unhappily Ever After             | Ross Malloy    | 100 épisodes; rôle principal |
| 1999      | The Kid with X-Ray Eyes          | Bobby Taylor   |                              |
| 1999      | Invisible Mom II                 | Eddie Brown    |                              |
| 1999–2006 | Malcolm in the Middle            | Reese          | 151 épisodes; rôle principal |
| 2001      | Max Keeble's Big Move            | Caption writer |                              |
| 2001      | The Nightmare Room               | Josh Ryan      | 1 épisode                    |
| 2002–2005 | Kim Possible                     | Gill           | 2 épisodes; voix             |
| 2003      | Who's Your Daddy?                | Danny Hughes   |                              |
| 2004      | The Fairly OddParents            | Ving           | 1 épisode; voix              |
| 2005      | Filthy Rich: Cattle Drive        |                | Producteur, scénario         |
| 2007      | The Pet Detective                |                | Producteur, réalisateur      |
| 2010      | Sons of Tucson                   | Barry          | 1 épisode; aussi producteur  |
| 2012      | Virgin Produced: Comedy Vault    |                | Producteur                   |

### Cinéma
| Année | Titre                  | Rôle           | Notes      |
| ----- | ---------------------- | -------------- | ---------- |
| 1998  | Mom, Can I Keep Her?   | Timmy Blair    |            |
| 2001  | Max Keeble's Big Move  | Caption Writer |            |
| 2002  | The Country Bears      |                |            |
| 2006  | Romance and Cigarettes |                | Producteur |
| 2007  | Blonde Ambition        |                | Producteur |

### Prix
| Année | Résultat | Prix                     | Catégorie                                                                                     | Travail               |
| ----- | -------- | ------------------------ | --------------------------------------------------------------------------------------------- | --------------------- |
| 1998  | Nommé    | Prix des jeunes artistes | Meilleure performance dans une série de comédie télévisée: soutien du jeune acteur            | Unhappily Ever After  |
| 1999  | Nommé    | Prix des jeunes artistes | Meilleure performance dans une série de comédie télévisée: soutien du jeune acteur            | Unhappily Ever After  |
| 1999  | Nommé    | Prix des jeunes artistes | Meilleure performance d'une série télévisée de jeune acteur dans une comédie                  | Unhappily Ever After  |
| 2000  | Gagné    | Prix des jeunes artistes | Meilleur ensemble: Télévision                                                                 | Malcolm in the Middle |
| 2001  | Nommé    | Prix des jeunes artistes | Meilleur ensemble dans une série télévisée (comédie ou drame)                                 | Malcolm in the Middle |
| 2002  | Nommé    | Prix des jeunes artistes | Meilleure performance dans un long métrage: Support du jeune acteur                           | Max Keeble's Big Move |
| 2002  | Nommé    | Prix des jeunes artistes | Meilleur ensemble dans une série télévisée (comédie ou drame)                                 | Malcolm in the Middle |
| 2003  | Gagné    | Prix des jeunes artistes | Meilleur ensemble dans une série télévisée (comédie ou drame)                                 | Malcolm in the Middle |
| 2003  | Nommé    | Prix des jeunes artistes | Meilleure performance dans une série télévisée (comédie ou drame): soutien aux jeunes acteurs | Malcolm in the Middle |

## Voix françaises
Donald Reignoux remplace Romain Douilly à partir de la saison 3 de Malcolm pour le doublage français du personnage de Reese.